# Santiago (kommun i Colombia, Norte de Santander, lat 7,87, long -72,74)
Santiago är en kommun i Colombia.   Den ligger i departementet Norte de Santander, i den norra delen av landet, 400 km norr om huvudstaden Bogotá. Antalet invånare är 2 679. Arean är 173 kvadratkilometer.
Terrängen i Santiago är kuperad österut, men västerut är den bergig.